# Elizabeth Cook
Elizabeth Cook (Wildwood, Florida 17 de julio de 1972) es una cantante estadounidense de música country y americana. 
Hizo su debut en el Grand Ole Opry en 17 de marzo de 2000. Cook, «hija de una cantante de hillbilly, casada con un fabricante de licor ilegal que tocó el contrabajo, en una banda mientras estaba en la prisión» fue "prácticamente desconocida para el pop de masas" antes de que hiciera su debut en el Late Show con David Letterman en junio de 2012. El New York Times la llamó «una fuerte y sorprendente cantante de country» y una «típica tradicionalista».

## Biografía
La menor de 11 hermanos, Cook nació en Wildwood, Florida. Su madre Joyce tocaba la mandolina y la guitarra y tocó en la radio y la televisión local en sus años más jóvenes. Su padre, Thomas también tocó instrumentos de cuerda. Perfeccionó sus habilidades para tocar el contrabajo en la banda de la prisión, mientras cumplía condena por destilar whisky de manera ilegal, en la Penitenciaría Federal de Atlanta. Después de que su padre fue puesto en libertad, él y Joyce comenzaron a tocar en bandas locales de country. Elizabeth estaba en el escenario con ellos a los cuatro años de edad, cantando letras inapropiadas de canciones como 'I'm Having Daydreams About Night Things'. A la edad de nueve años, ella tenía su propia banda.
Cook se graduó en la Georgia Southern University en 1996 con dos grados en Contabilidad y Sistemas de Información de Ordenadores. En el año 2000, de forma independiente publicó The Blue Album. Después hizo su gran debut en un sello discográfico en el 2002 con Hey Y'All. Pero después de una reestructuración corporativa que dejó el álbum prácticamente abandonado y el estancamiento en las ventas, Elizabeth dejó el sello en 2004 y publicó de manera independiente su siguiente álbum This Side Of The Moon, el cual recibió críticas positivas de el New York Times y No Depression. Su siguiente álbum Balls fue lanzado en mayo de 2007. Ha sido su disco más exitoso hasta la fecha, gracias a las brillantes reseñas de prensa y la reproducción del vídeo de la canción "Sometimes It Takes Balls To Be A Woman." Su álbum de 2010 Welder se caracteriza por una lista de invitados famosos incluyendo a Dwight Yoakam, Rodney Crowell y Buddy Miller. Dos canciones del álbum aparecen en un reportaje de la NPR en el momento de su lanzamiento de "El Camino" y "Heroin Addict Sister."
Mientras tanto, Elizabeth mantuvo un completo programa de giras, tocando en Estados Unidos, así como en Corea del Sur, Japón, Noruega, Suecia, Polonia, Francia y el Reino Unido, la última de estas, incluyendo apariciones en el Cambridge Folk Festival, el Maverick Festival y el Borderline en Londres. También ha seguido apareciendo en el escenario del Grand Ole Opry - de hecho, ella ha aparecido en más de 300 veces y, sin embargo, es todavía una "no miembro".
Realizó una gira por el Reino Unido en apoyo de su álbum Welder tocando en 18 conciertos con su marido Tim Carroll y su contrabajo Bones Hillman, exmiembro de Midnight Oil, que se había trasladado a Nashville, Tennessee después de un año de inactividad de su grupo.
Cook fue invitada por los Bravos de Atlanta a cantar el himno nacional antes de su comienzo de temporada de 2011 el 8 de abril de 2011.
A sugerencia de Paul Shaffer, Cook fue invitada en el Late Show con David Letterman en agosto de 2011, donde se debatió sobre la radio por satélite y crecer en Florida. En junio de 2012 Cook regresó al programa para cantar con Jason Isbell. Compositora de americana señala que cantaban las versiones de Townes Van Zandt, "Pancho y el Zurdo" y "Tecumseh Valley." El 14 de marzo de 2013, apareció por tercera vez en el Late Show con David Letterman, esta vez para tener una entrevista con Dave antes de la interpretación de "If I Had My Way," escrito por el cantante de blues Blind Willie Johnson. El 2 de junio de 2014, apareció por cuarta vez en el Late Show con David Letterman, en la interpretación de "Pale Blue Eyes", escrita por Lou Reed.

## Programas de Radio
Cook presenta el programa de radio de la mañana "Elizabeth Cook's Apron Strings" en la Sirius XM radio, estación de Outlaw Country en el Canal 60. El show se transmite de lunes a viernes desde las 6:00 AM hasta las 10:00 AM (Hora del Este). El espectáculo es una mezcla de americana, Outlaw, y alternative Country. Como presentadora de radio, Cook ha sido nominada para 2 Ameripolitan Music Awards.

## Discografía

### Álbumes de estudio
Balls fue producido por Rodney Crowell, y nueve de las 11 canciones del álbum fueron escritas o coescritas por Cook, incluyendo el sencillo "Sometimes It Takes Balls To Be A Woman", coescrito con Melinda Schneider. Su siguiente álbum, Welder, publicado el 11 de mayo de 2010, fue producido por el mítico Don Was.
| Título                | Detalles del álbum                                                          | posiciones | posiciones | Ventas      |
| Título                | Detalles del álbum                                                          | US Country | US Heat    | Ventas      |
| --------------------- | --------------------------------------------------------------------------- | ---------- | ---------- | ----------- |
| The Blue Album        | - Fecha de lanzamiento: 20 de noviembre de 2000 - Sello: autoeditado        | —          | —          |             |
| Hey, y'all            | - Fecha de lanzamiento: 27 de agosto de 2002 - Label: Warner Bros Nashville | —          | —          |             |
| This Side of the Moon | - Fecha de lanzamiento: 17 de mayo de 2005 - Etiquetas: Hog Country         | —          | —          |             |
| Balls                 | - Fecha de lanzamiento: 1 de mayo de 2007 - Etiqueta: 31 Tigers             | 72         | —          |             |
| Welder                | - Fecha de lanzamiento: 11 de mayo de 2010 - Etiqueta: 31 Tigers            | 43         | 23         |             |
| Exodus of Venus       | - Fecha de lanzamiento: 17 de junio de 2016 - Etiqueta: Agent Love Records  | 23         | 7          | - US: 3,700 |
|                       |                                                                             |            |            |             |

### Extended Plays
| Título      | Detalles del álbum                                                |
| ----------- | ----------------------------------------------------------------- |
| Gospel Plow | - Fecha de lanzamiento: 12 de junio de 2012 - Etiqueta: 31 Tigers |

### Vídeos de música
| Año  | Vídeo                                           | Director        |
| ---- | ----------------------------------------------- | --------------- |
| 2002 | "Cosas Estúpidas"                               | Chris Rogers    |
| 2005 | "Antes de que me vaya tan lejos"                |                 |
| 2007 | "A veces se necesitan bolas para ser una mujer" | Roger Pistole   |
| 2008 | "Mañana de Domingo"                             | George Nicholas |
| 2010 | "Todo el tiempo"                                | Kristin Barlowe |

### Apariciones como invitada
| Año  | Canción                                     | Artista             | Álbum                                                                     |
| ---- | ------------------------------------------- | ------------------- | ------------------------------------------------------------------------- |
| 2007 | "The Great Atomic Power" (Con The Grascals) | Various             | Song of America                                                           |
| 2012 | "Leather and Lace" (Con Aaron Watson)       | Various             | Hearts Across Texas                                                       |
| 2013 | "Feels So Right" (Con Todd Snider)          | Various             | High Cotton: A Tribute to Alabama                                         |
| 2014 | "Blackie's Gunman"                          | Carlene Carter      | Carter Girl                                                               |
| 2015 | "I Had Someone Else Before I Had You"       | Asleep at the Wheel | Still the King: Celebrating the Music of Bob Wills and His Texas Playboys |
| 2016 | "From Here to the Blues"                    | Doug Seegers        | Walking on the Edge of the World                                          |
| 2016 | "If Teardrops Were Pennies"                 | Buddy Miller        | Cayamo Sessions at Sea                                                    |

## Premios y nominaciones
| Año  | Asociación                         | Categoría       | Nominado                                | Resultado |
| ---- | ---------------------------------- | --------------- | --------------------------------------- | --------- |
| 2007 | Los Premios de la Música Americana | Canción del Año | Sometimes, It Takes Balls to Be a Woman |           |
| 2011 | Los Premios de la Música Americana | Álbum del Año   | Welder                                  |           |
| 2011 | Los Premios de la Música Americana | Canción del Año | El Camino                               |           |
| 2011 | Los Premios de la Música Americana | Artista del Año | Elizabeth Cook                          |           |
| 2014 | Ameripolitan Premios de la Música  | Outlaw Femenino | Elizabeth Cook                          | Ganadora  |
| 2015 | Ameripolitan Premios de la Música  | DJ              | Elizabeth Cook - Sirius XM Outlaw       |           |
| 2016 | Ameripolitan Premios de la Música  | DJ              | Elizabeth Cook - Sirius XM Outlaw       |           |